# جوزف لنارت
جوزف لنارت (چکی: Jozef Lenárt؛ زاده ۳ آوریل ۱۹۲۳ – درگذشته ۱۱ فوریه ۲۰۰۴) سیاستمدار اهل اسلواکی بود. وی از ۲۰ سپتامبر ۱۹۶۳ تا ۸ آوریل ۱۹۶۸ نخست‌وزیر چکسلواکی بود.
جوزف لنارت در ۱۱ فوریه ۲۰۰۴، در سن ۸۰ سالگی در اثر بیماری قلبی در پراگ درگذشت.